# Isolepis habra
Isolepis habra är en halvgräsart som först beskrevs av Elizabeth Edgar, och fick sitt nu gällande namn av Jiří Soják. Isolepis habra ingår i släktet borstsävssläktet, och familjen halvgräs. Inga underarter finns listade i Catalogue of Life.